# カウリッツ郡
カウリッツ郡（Cowlitz County）は、アメリカ合衆国ワシントン州南西部に位置する郡である。人口は11万0730人（2020年）。郡庁はケルソーに置かれている。郡の名称は先住民のカウリッツ族 （Cowlitz）から来ている。 意味は「探求者」。

## 地理
アメリカ合衆国統計局によると、この郡は総面積3,021 km2 (1,166 [[w:square mile|mi2]])である。このうち2,949 km2 (1,139 mi2) が陸地で72 km2 (28 mi2) が水地域である。総面積の2.37%が水地域となっている。

### 地勢
- カスケード山脈
- コロンビア川
- カウリッツ川

### 主要な高速道路
- 州間高速道路5号線

### 隣接する郡
- ワシントン州ルイス郡（北側）
- ワシントン州スカマニア郡（東側）
- ワシントン州クラーク郡（南側）
- オレゴン州コロンビア郡（南西側）
- ワシントン州ワカイアカム郡（西側）

## 人口動静
2000年国勢調査で、この郡は人口92,948人、35,850世帯、及び25,059家族が暮らしている。人口密度は32/km2 (82/mi2) である。13/km2 (34/mi2) の平均的な密度に38,624軒の住宅が建っている。この郡の人種的な構成は白人91.80%、アフリカン・アメリカン0.52%、ネイティブ・アメリカン1.52%、アジア1.30%、太平洋諸島系0.13%、他の人種2.11%、及び混血2.62%。人口の4.55%はヒスパニックまたはラテン系である。
この郡の世帯ごとの平均的な収入は39,797 USドルであり、家族ごとの平均的な収入は46,532 USドルである。男性は40,378 USドルに対して女性は25,710 USドルの平均的な収入がある。この郡の一人当たりの収入 (per capita income) は18,583 USドルである。人口の14.00%及び家族の10.30%は貧困線以下である。全人口のうち18歳未満の19.50%及び65歳以上の6.60%は貧困線以下の生活を送っている。

## 都市と町

### 市
- ロングビュー
- ケルソー（郡庁所在地）
- カラマ
- キャッスルロック
- ウッドランド

## 国勢調査指定地域
- ロングビューハイツ
- ライダーウッド
- ウェストサイドハイウェイ

## 非法人地域
| - アリエル - バンカーヒル - ケープルズ - ケープルズランディング - キャロルズ - コールクリーク | - クーガー - デイヴィステラス - ユーファウラ - ユーファウラハイツ - エバーグリーンテラス | - ハーリントンプレイス - ヘッドクオーターズ - キッドバレー - オークポイント - オレキア - オストランダー | - ピジョンスプリングス - プレザントヒル - ロッキーポイント - ローズバレー - セントヘレンズ | - サンディベンド - サイトリー - シルバーレイク - ステラ - トゥートゥル - ヴィジョンエーカーズ | - ウェストロングビュー - ウッドランドパーク - イエール |